# Ganoderma lucidum
Ganoderma lucidum (William Curtis, 1881 ex Petter Adolf Karsten (1881), numit în popor  lingurița zânelor sau ciuperca nemuririi, este o ciupercă necomestibilă saprofită, mai rar parazitară, destul de răspândită, din încrengătura Basidiomycota în familia Ganodermataceae și de genul Ganoderma. Specia trăiește în România, Basarabia și Bucovina de Nord preponderent în păduri de foioase, pe carpeni fagi, și stejari, în zone umede și umbrite, cel mai adesea pe arbori morți și trunchiuri aflați în putrefacție, dar, de asemenea,  pe copaci vii, crescând la baza trunchiului sau ieșind chiar din pământ, unde este atașată de rădăcinile copacilor. Atunci este păguboasă, pentru că slăbește copacul, provocând putregaiul alb al lemnului. Buretele apare de la câmpie la munte și se poate găsi peste tot anul.

## Taxonomie

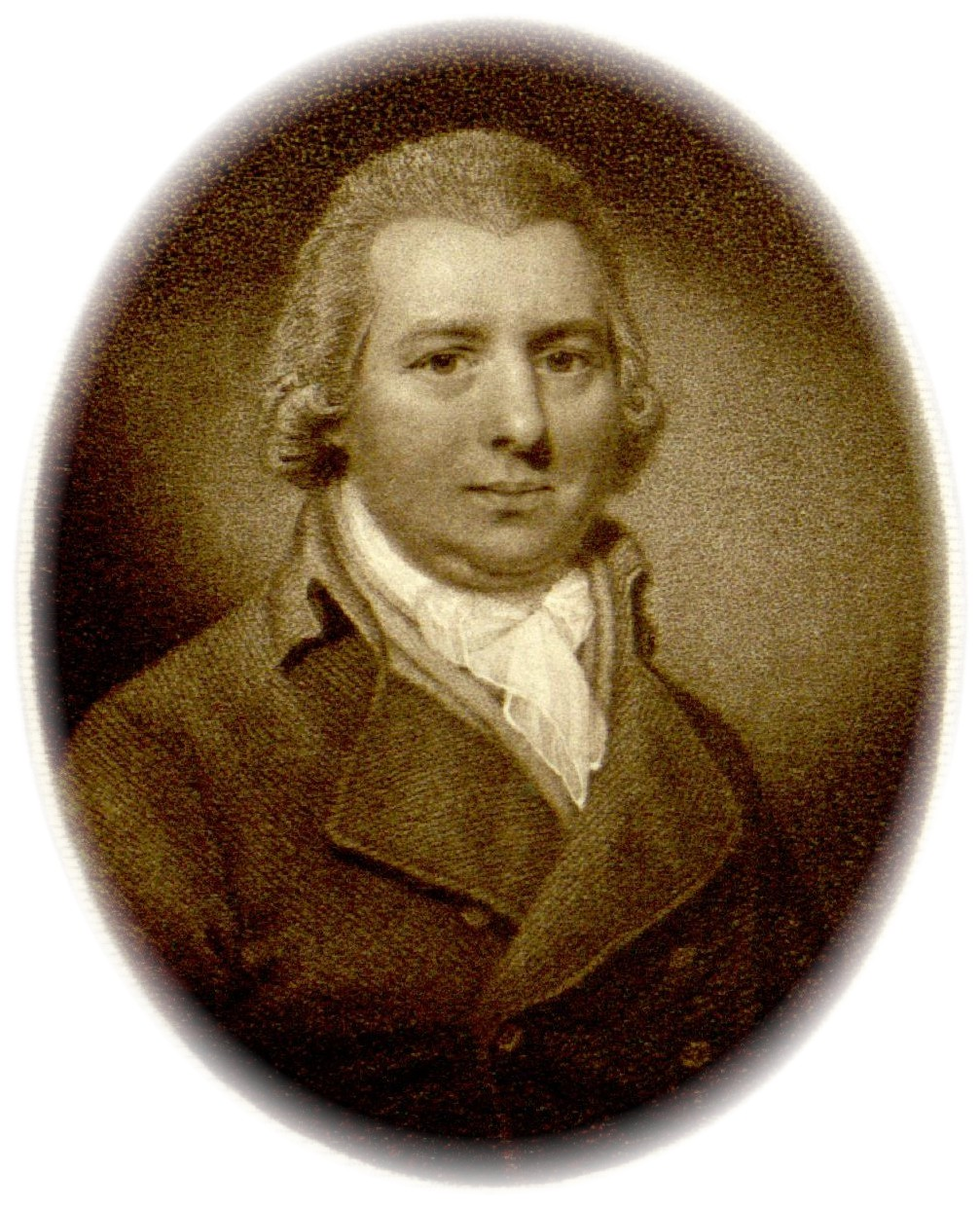
William Curtis

Numele binomial hotărât este Boletus lucidus, determinat de micologul englez William Curtis în volumul 2 al operei sale Flora Londinensis: or Plates and Descriptions of Such Plants as Grow Wild in the Environs of London din 1781. Apoi, în 1881, micologul finlandez Petter Adolf Karsten a transferat specia sub păstrarea epitetului la genul Ganoderma, de verificat în volumul 3 al jurnalului micologic Revue Mycologique Toulouse, fiind și numele actual valabil (2024).
Taxonul Polyporus lucidus creat de faimosul Elias Magnus Fries pe baza descrierii lui Curtis în volumul 1 operei sale Systema Mycologicum din 1821 a fost folosit pentru mult timp și se mai găsește încă în cărți micologice mai vechi.  
Epitetul specific se trage din cuvântul latin (latină lucidus=lucios, strălucitor) datorită aspectului pălăriei.

## Descriere

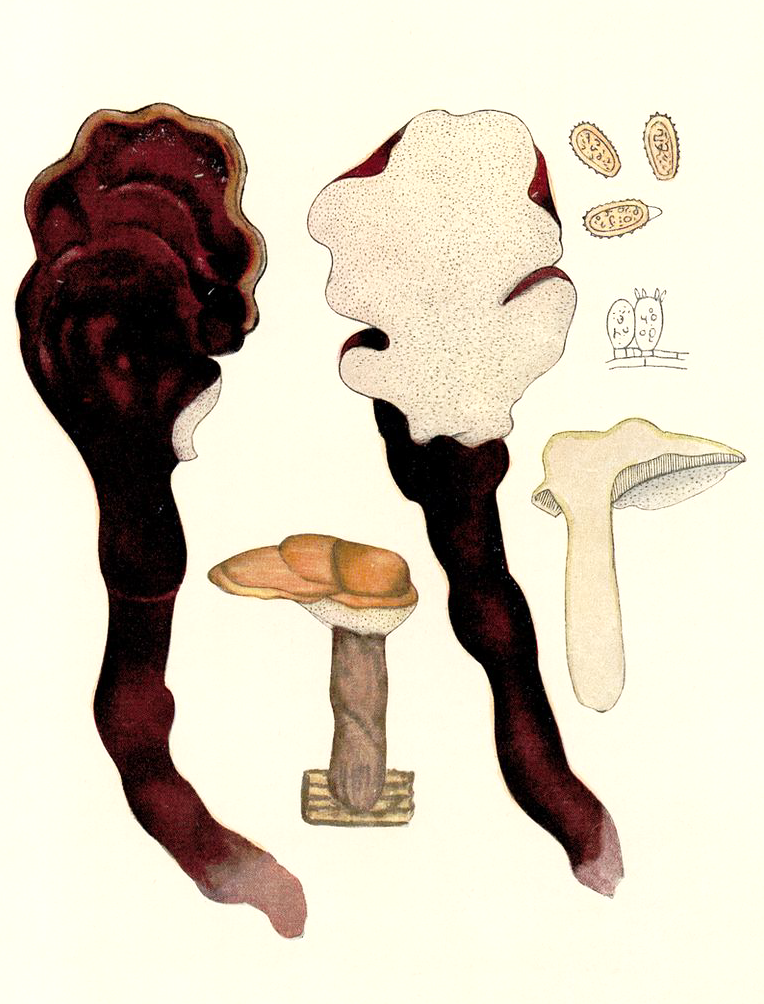
Bres.: Ganoderma laccatum

- Pălăria: cu un diametru de 4-15 (20) cm, la început spongioasă și apoi lemnoasă, este groasă, plată, în formă de rinichi sau aproape ovoidală, adesea neregulată și ondulată cu inele de creștere vizibile. Suprafața, ușor de turtit până ce pălăria devine lemnoasă, este netedă și lucioasă, împărțită în multe inele de creștere concentrice care au nuanțe diferite și acoperită cu o crustă lucioasă care îi dă un aspect lăcuit. Coloritul variază până la maturitate între galben-portocaliu și brun-roșiatic strălucitor, licărind nu rar purpuriu. La bătrânețe însă se întunecă, este atunci brun-violaceu, brun-negricios, uneori chiar negru, marginea fiind în stadiul de creștere mereu albă sau galbenă.
- Tuburile și porii: sporiferele sunt albe apoi galbene și foarte scurte (0,5-1,5 cm). Porii sunt foarte mici (prezintă aproximativ 4-5 pori pe milimetru), și rotunzi, albicioși cu timpul cenușii.
- Piciorul: gros de 1-3 cm și înalt de 3-25 cm, foarte consistent, prins excentric de pălărie nu rar în poziție laterală (atașându-se astfel de lemn), este lung, cilindric, neregulat și de multe ori ușor plat, deseori curbat cu o suprafață netedă și lucioasă. Excepțional, piciorul poate fi dispus central. Coloritul este brun-roșiatic, vișiniu până la brun-negricios, fiind acoperit cu un strat ca de lac. Nu poartă un inel.
- Carnea: la început spongioasă, apoi tare, fibroasă și scorțoasă, în sfârșit lemnoasă este în tinerețe albicioasă, devenind mai târziu maronie. Mirosul este plăcut, slab de ciuperci, inițial imperceptibil, dar gustul mai mult sau mai puțin amar.[6][7]
- Caracteristici microscopice: are spori galben-maronii, alungit ovoidali, slab aspru-verucoși, la bază truncați, având o mărime de 9-12 x (5,5) 6-8 microni. Pulberea lor este brună. Basidiile obovate cu 4 sterigme fiecare au o dimensiune de 10-15 x 8-10 microni. Pileipellis este o cutis ramificată, numai puțin hialină (translucidă), preponderent de culoare brun-gălbuie. Hifele himenului galbene au o grosime de 1,5-3 µm.[12]
- Reacții chimice: Porii se decolorează cu acid sulfuric brun-negricios și cu sulfovanilină negru.[13]

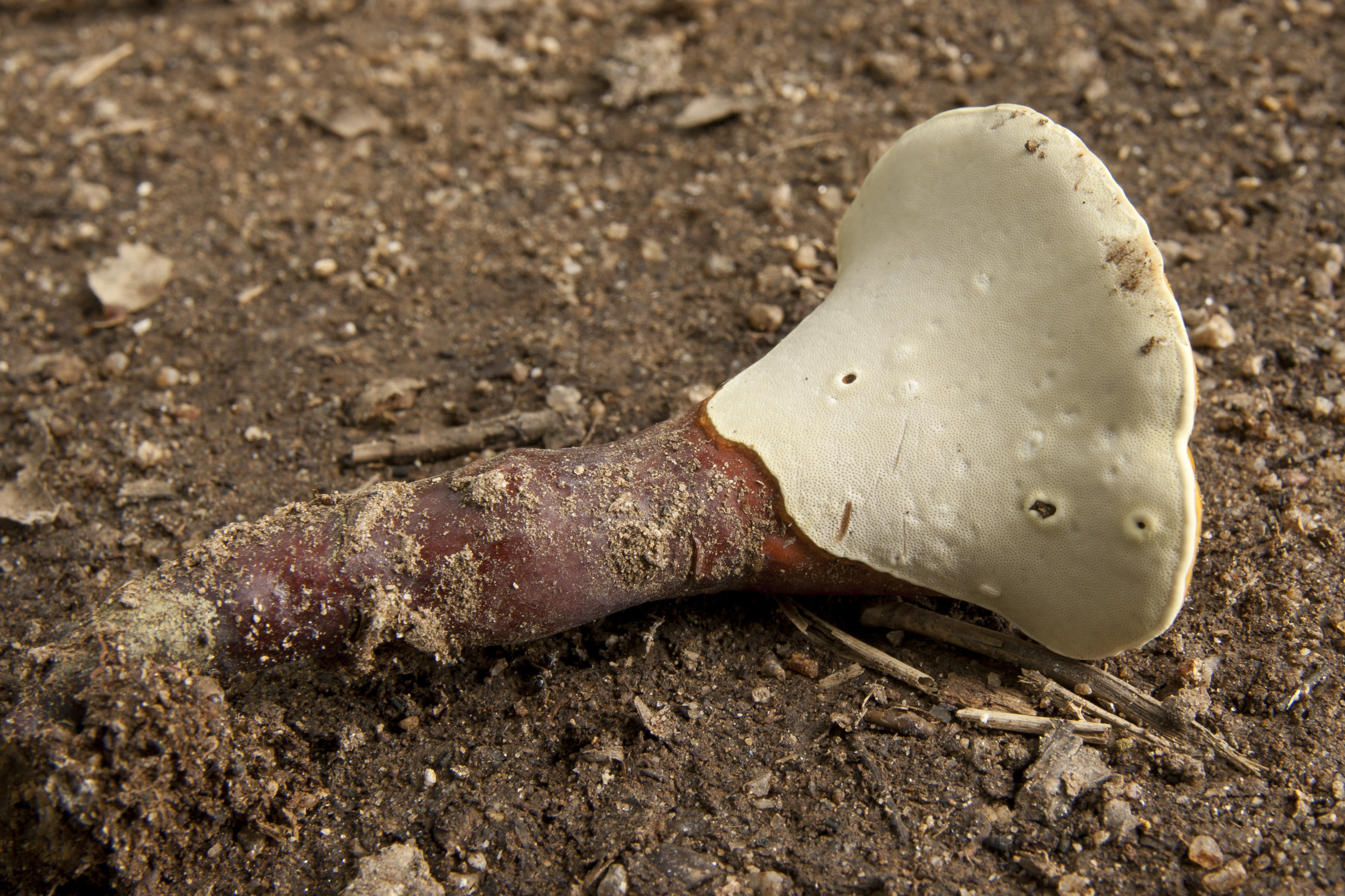
G. lucidum, pori și picior
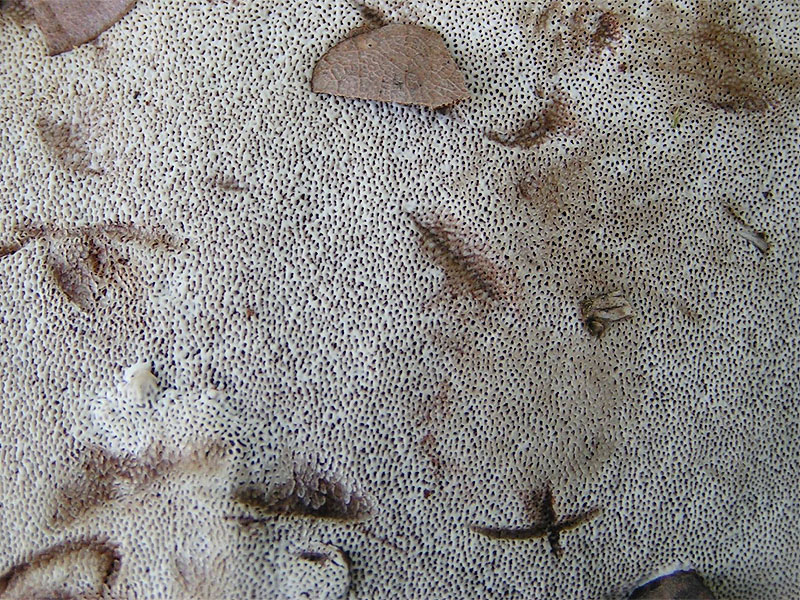
G. lucidum, pori din apropiere
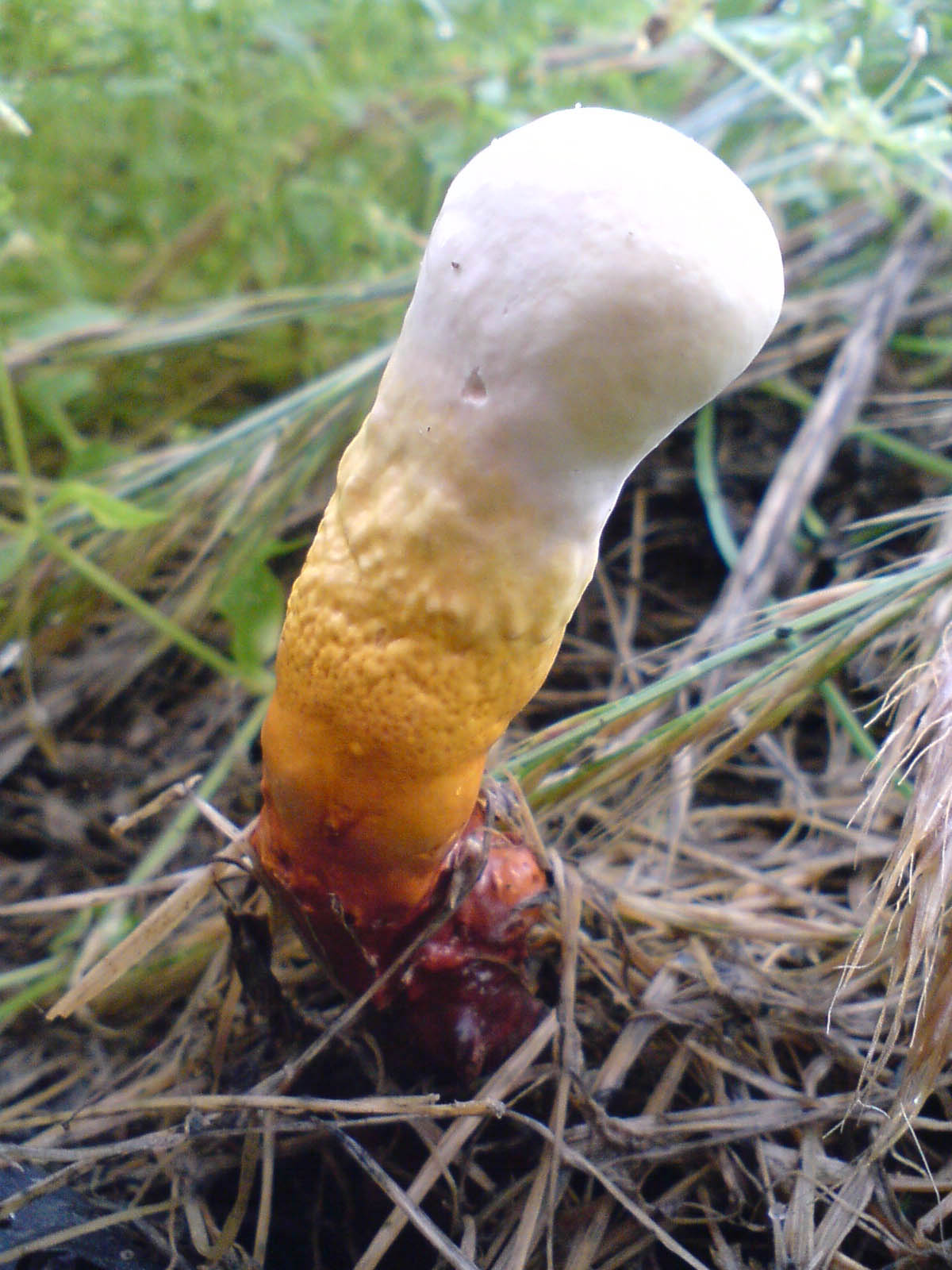
G. lucidum foarte tânăr
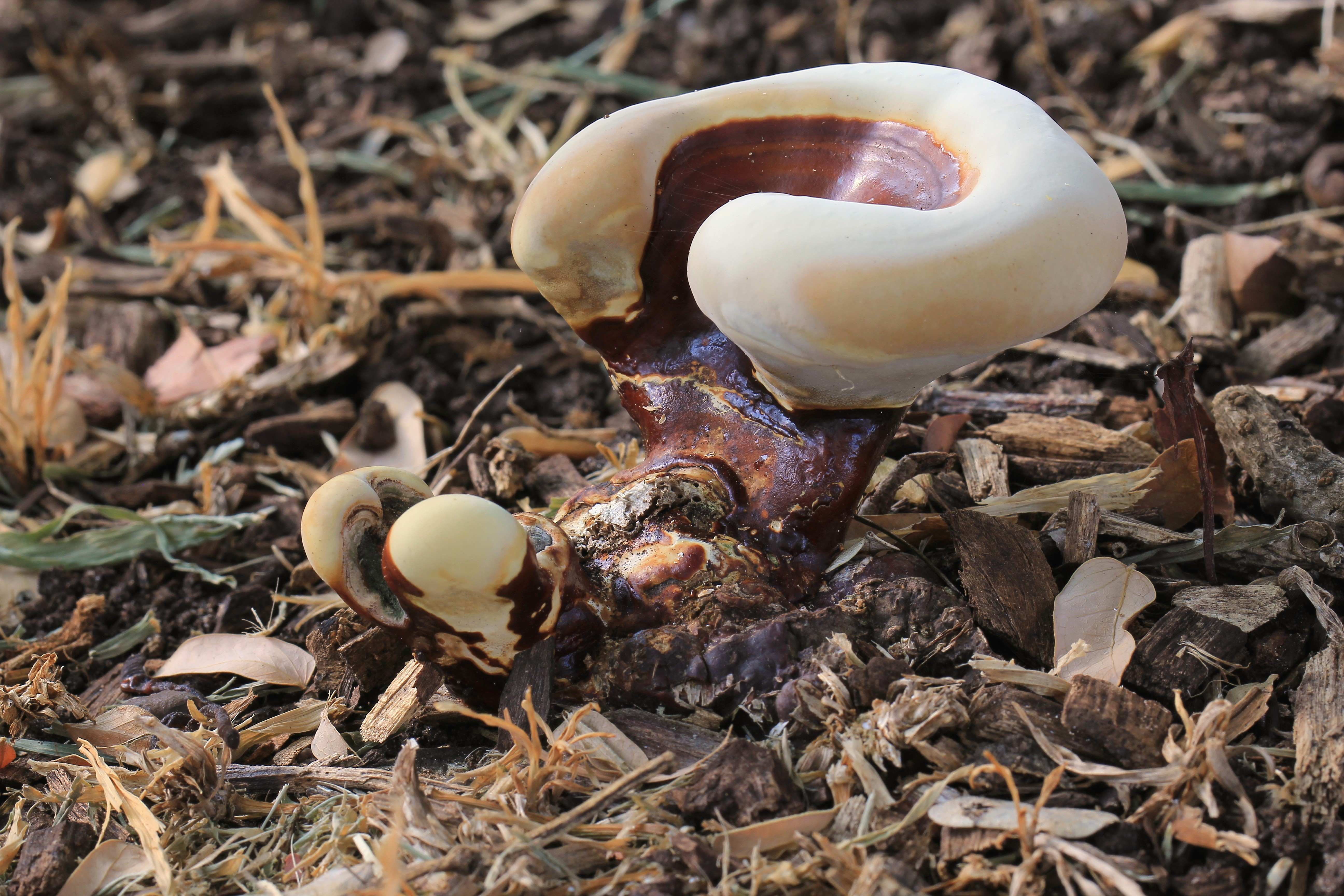
G. lucidum mai tineri
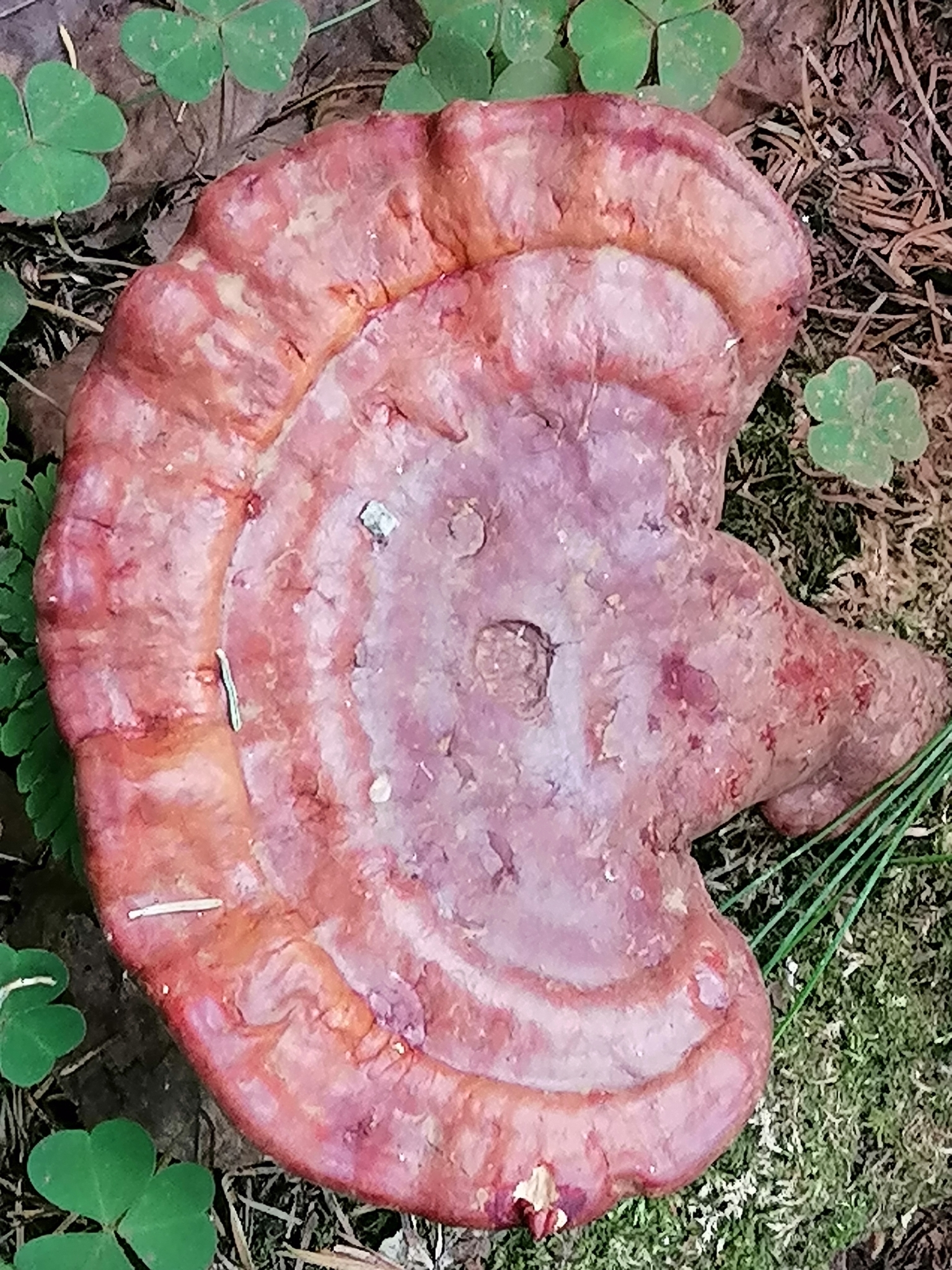
G. lucidum bătrân și deja uscat

## Confuzii
Ganoderma lucidum poate fi confundată cu specii tot necomestibile, unele din ele însă fiind confirmate ciuperci medicinale ca de exemplu cu Ganoderma australe sin. Ganoderma australe sin. Ganoderma adspersum, Ganoderma applanatum, Ganoderma carnosum (în general mai cărnoasă, crește pe conifere, cum ar fi pe tisă sau pe specii de brad și pe molid), Ganoderma lobatum, Ganoderma pfeifferi, Ganoderma resinaceum (nu prezintă picior, are pori mai mici și spori mai mari, iar marginea este mai rotunjită), Piptoporus betulinus sau chiar cu comestibila Fistulina hepatica.

## Specii asemănătoare

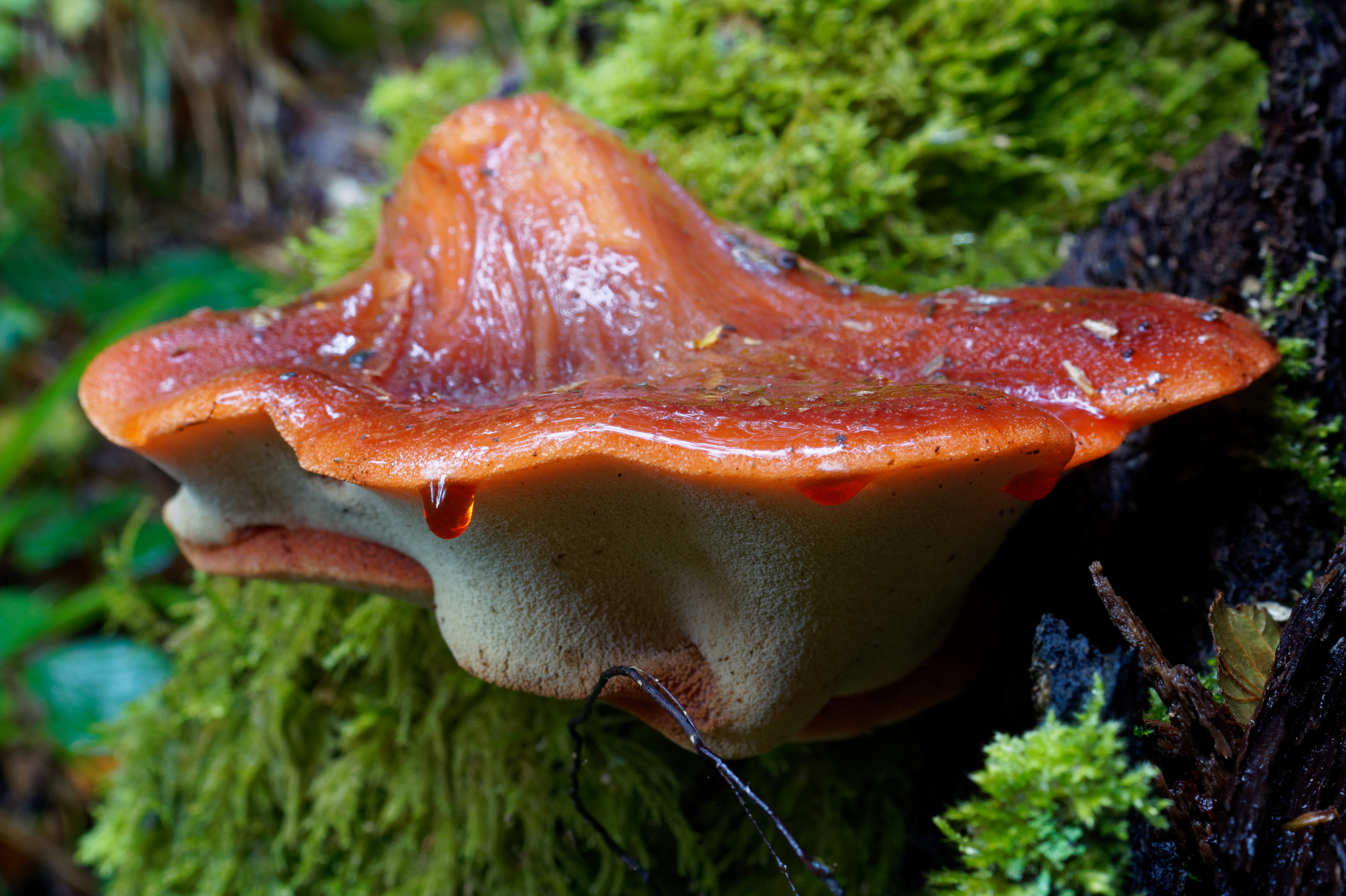
Fistulina hepatica
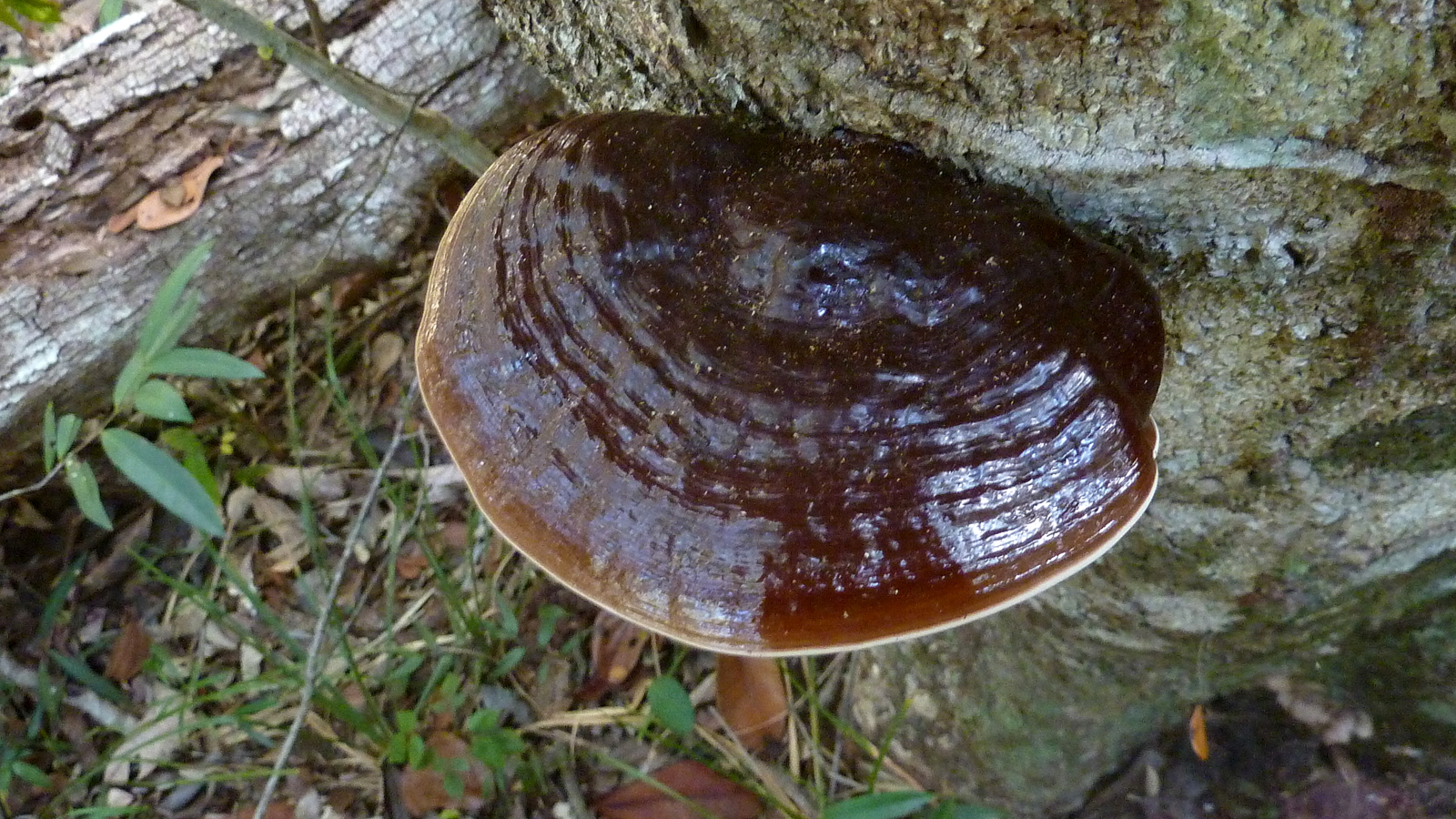
!Ganoderma australe sin. Ganoderma adspersum!
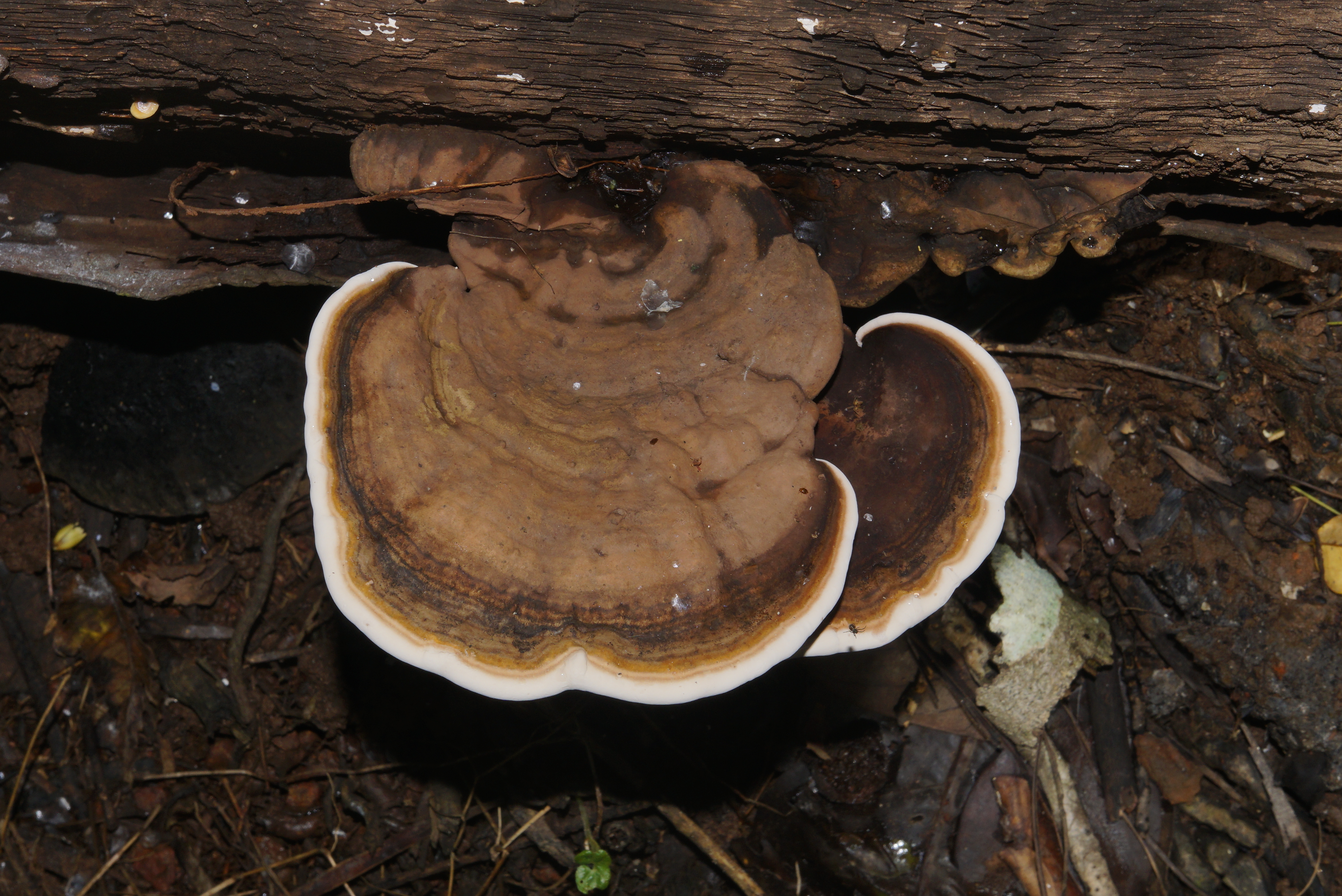
!Ganoderma applanatum!
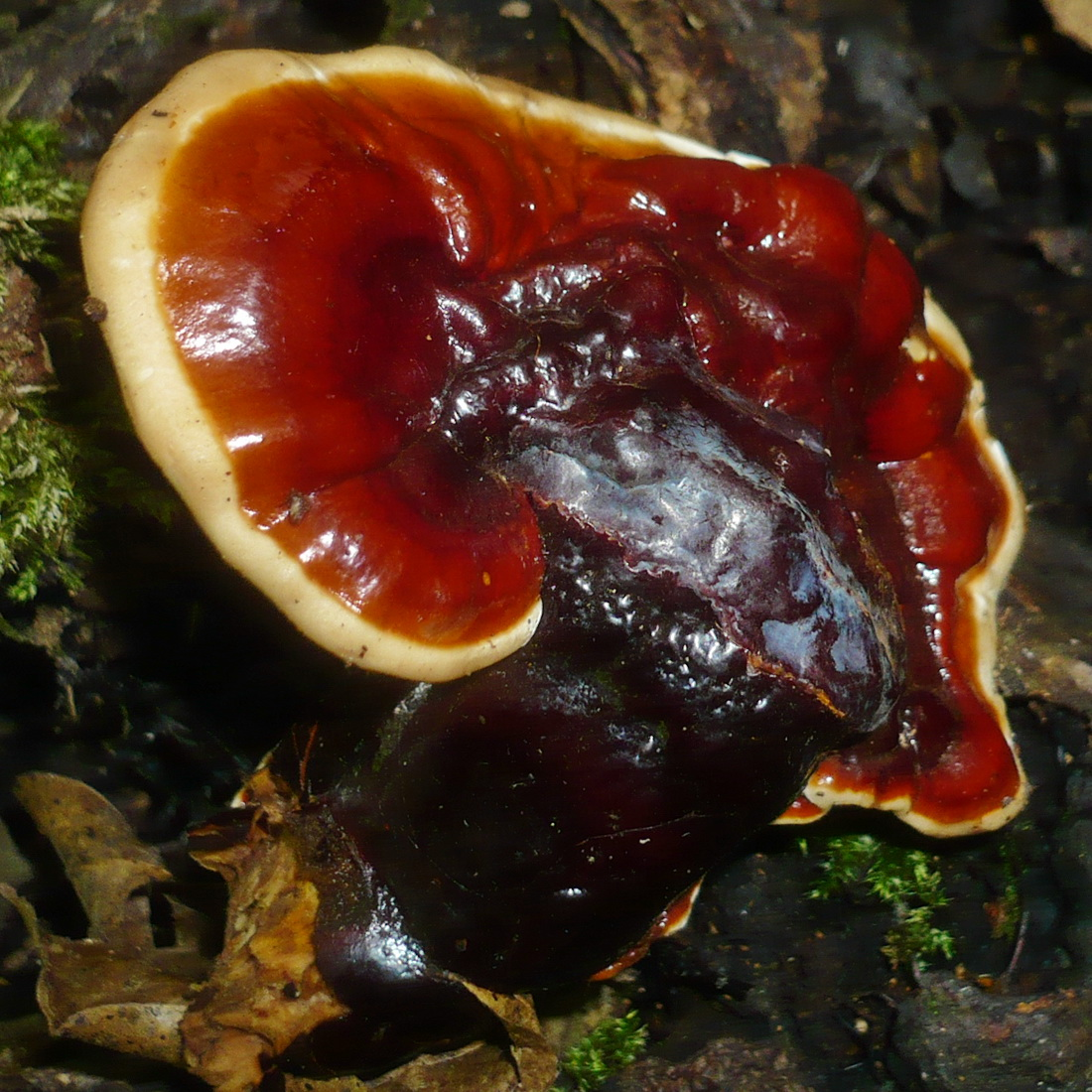
!Ganoderma carnosum!

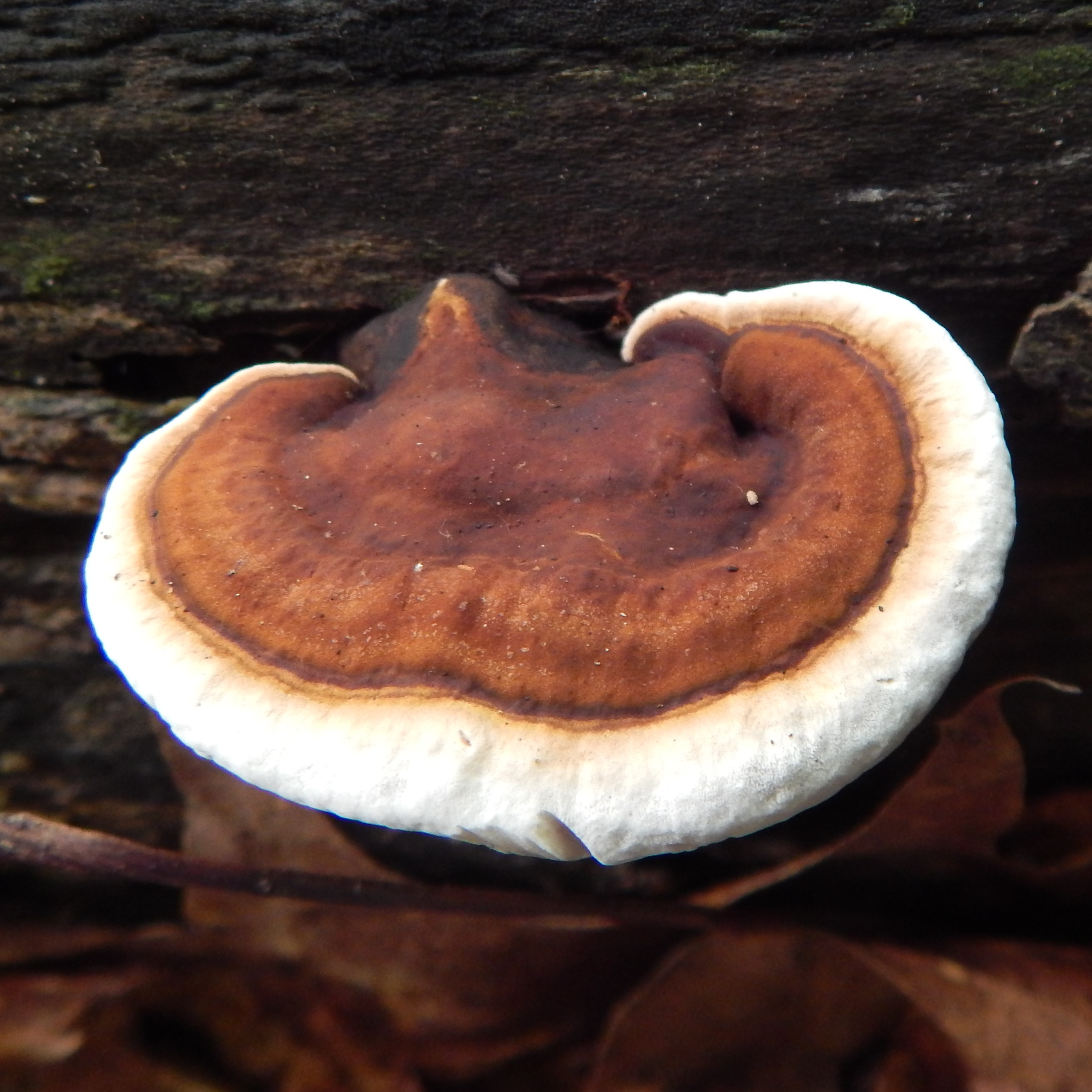
!Ganoderma lobatum!
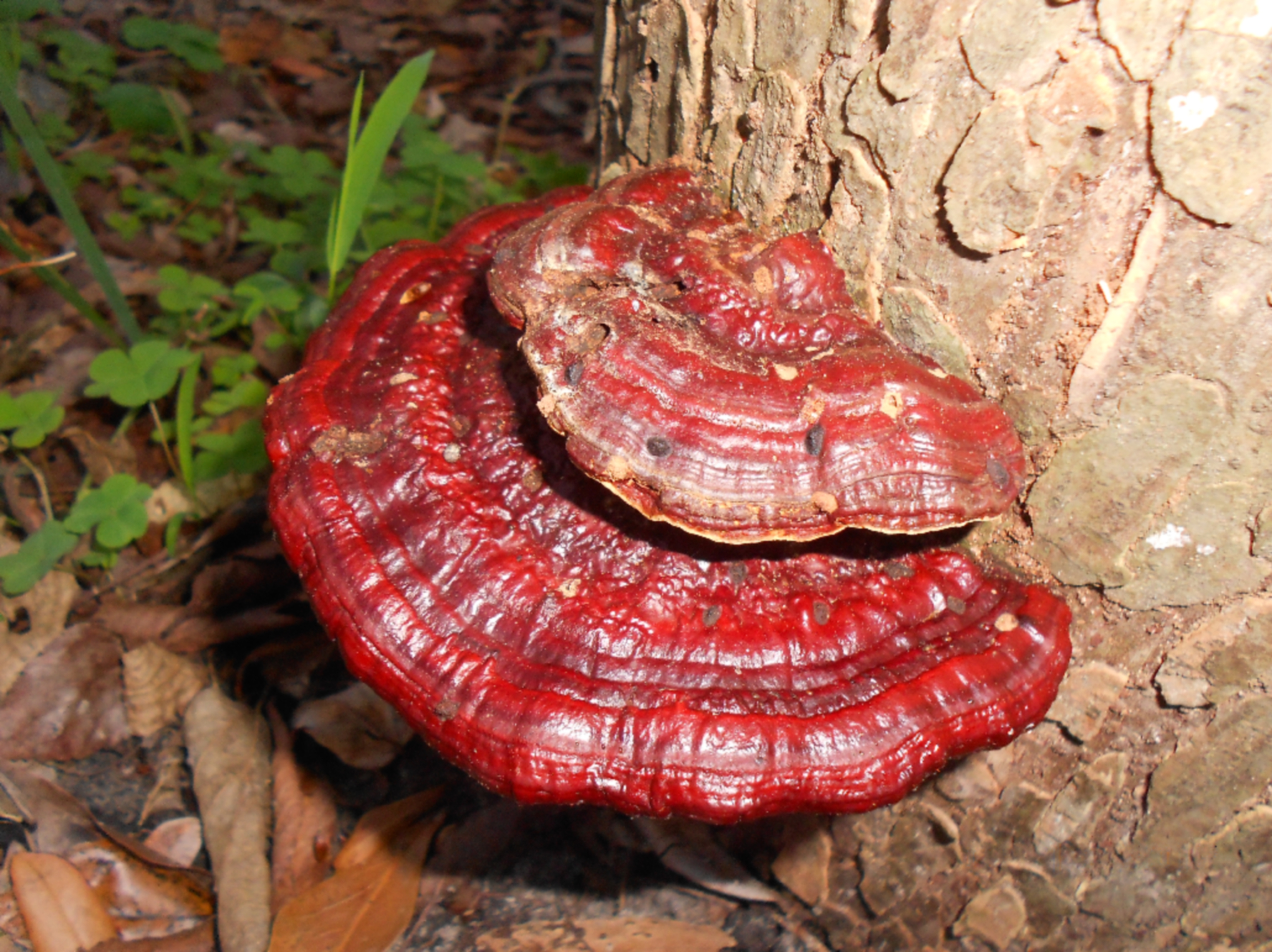
!Ganoderma pfeifferi!
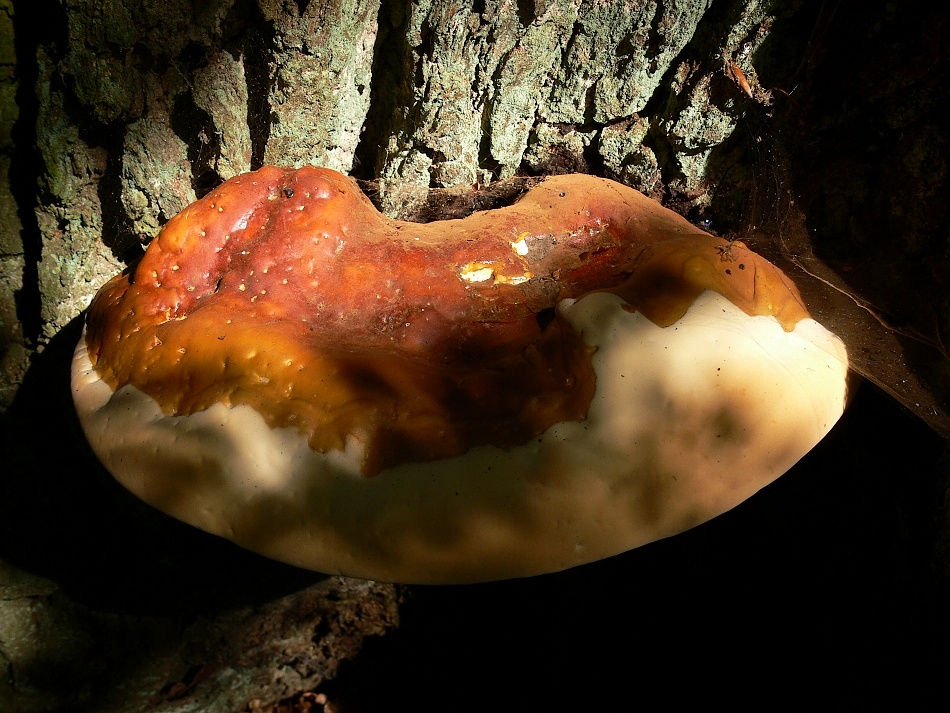
!Ganoderma resinaceum!
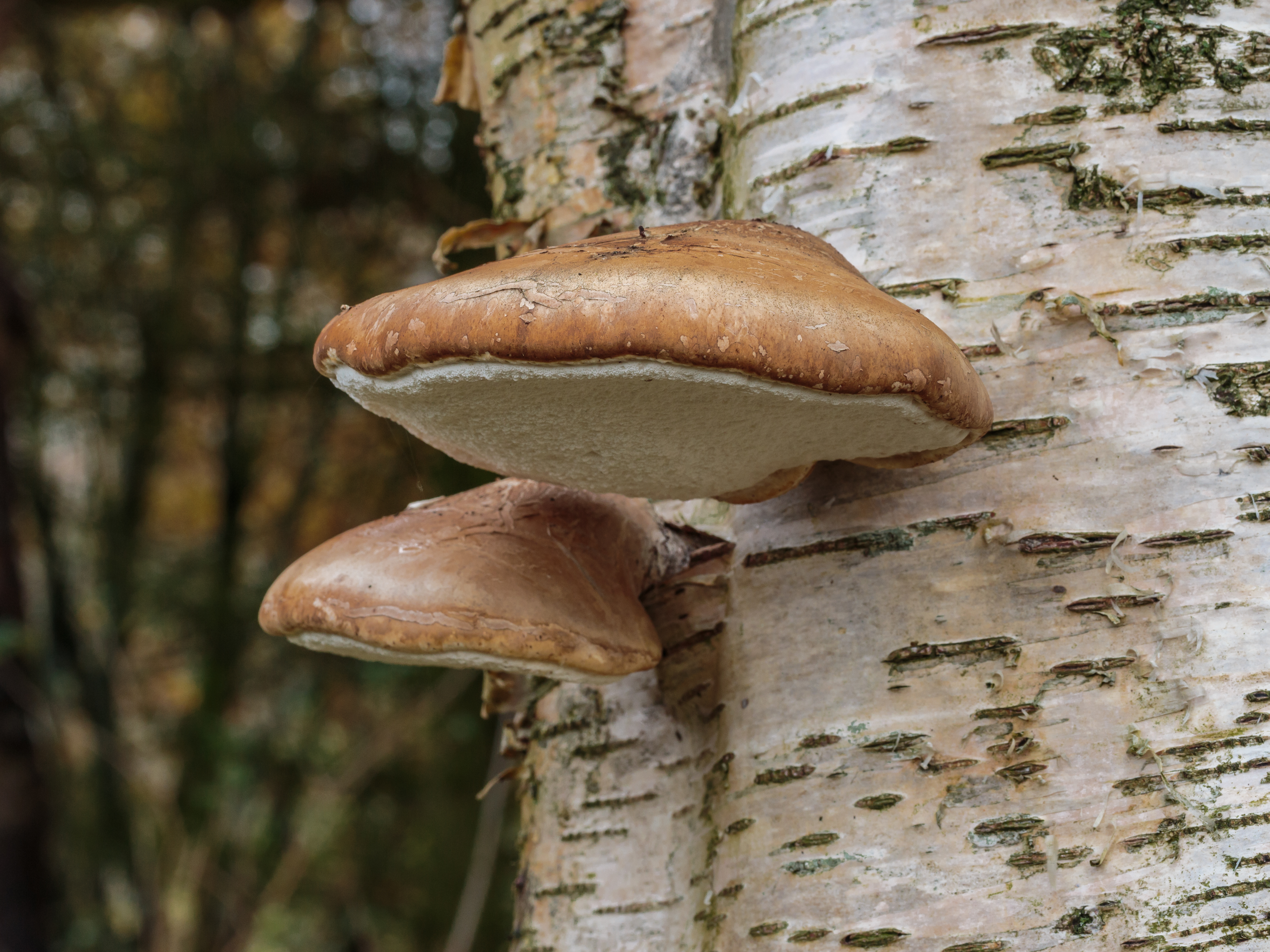
!Piptoporus betulinus!

## Valorificare
Deși de miros câteodată plăcut de ciupercă, buretele nu este comestibil, din cauza texturii lemnoase și al gustului amar.
Dar, Ganoderma lucidum, este pe de altă parte o ciupercă care a captivat atenția lumii medicale de-a lungul timpului. În Asia, ciuperca este apreciată, deoarece se consideră că are proprietăți medicinale și este utilizată pentru tratarea diverselor afecțiuni. În medicina tradițională chineză și japoneză ciuperca nemuririi este folosită ca ciupercă medicinală de secole. Specia este cunoscută sub numele de Reishi (în Japonia) și Lingzhi (în China). 
Studiile au evidențiat compușii bioactivi din ciupercă, ingredientele active fiind în primul rând triterpenoidele și  polizaharidele conținute care au demonstrat proprietăți antialergice, antibacteriene, antiinflamatorii, antioxidante, antivirale și imunostimulatoare, de asemenea, ciuperca este un excelent remediu antistres, având și un efect antitrombotic precum antitumoral. Studiile clinice au ajuns atât de departe încât Japonia include această ciupercă pe lista oficială a medicamentelor utilizate în paralel cu chimioterapia. Datorită creșterii popularității sale, ciuperca este acum cultivată la scară largă în întreaga lume.
Buretele se prescrie pulverizat sau în formă de extract și se ingerează preponderent în formă de ceai sau supă. Se presupune că eficacitatea se realizează doar după o perioadă lungă de ingerare.
Este important de menționat că utilizarea de Ganoderma lucidum în scopuri medicinale ar trebui efectuată sub supravegherea unui specialist și nu înlocuiește tratamentul medical adecvat. În Uniunea Europeană, tratamentul nu este recunoscut, pentru că efectul nu se poate dovedi științific.
Noile cercetări au arătat că ciuperca poate fi folosită și în producția de plăci de circuite sau în producția de baterii. Se poate produce chiar și piele cu auto-regenerare, de exemplu pentru roboți. În acest scop, se folosește întotdeauna un hidrogel din spori și pielea ciupercii.